# Coupe des Pays-Bas de football 2007-2008
Navigation
Édition précédente Édition suivante
La Coupe des Pays-Bas de football 2007-2008, nommée la KNVB beker, est la 90e édition de la Coupe des Pays-Bas. La finale se joue le 27 avril 2008 au stade De Kuip à Rotterdam.
Le club vainqueur de la coupe est qualifié pour le premier tour de la Coupe UEFA 2008-2009.

## Finale
Feyenoord Rotterdam joue à domicile contre le SV Roda JC Kerkrade et remporte son onzième titre après une victoire 2 à 0.